# Route nationale 79a
La route nationale 79a ou RN 79a était un court embranchement reliant Bourbon-Lancy à la RN 79 (actuelle RD 979) près de Saint-Aubin-sur-Loire. À la suite de la réforme de 1972, elle a été déclassée en RD 979a.